# George Knight (cầu thủ bóng đá, sinh năm 1921)
George Knight (12 tháng 5 năm 1921 - 24 tháng 8 năm 2011) là một cầu thủ bóng đá người Anh thi đấu ở vị trí tiền đạo.
Mặc dù từng đầu quân cho Burnley trong 9 năm, ông chỉ thi đấu 9 trận quốc nội vì sự nghiệp gián đoạn do Thế chiến thứ II.
George từng thi đấu cho đội một Burnley lúc 17 tuổi nhưng thời gian chiến tranh và chấn thương đầu gối đã cắt giảm sự nghiệp của ông.
Ông mất ngày 24 tháng 8 năm 2011 lúc 90 tuổi, thời điểm đó ông là cựu cầu thủ Burnley còn sống cao tuổi nhất.

### Chung
- Joyce, Michael (2004). Football League Players' Records 1888-1939.
- George Knight 1921-2011 Obituary at burnleyfootballclub.com